# Banana Blue Java

Planta de banana Blue Java en Maui, Hawái.

El Blue Java (también conocido como plátano azul, plátano helado, plátano vainilla, plátano hawaiano, Ney Mannan, Krie o Cenizo) es un cultivar de banana resistente y tolerante al frío conocido por su fruta dulce y aromática, que se dice que tiene una consistencia similar al helado y un sabor que recuerda a la vainilla. Es originaria del sudeste asiático y es un híbrido de dos especies de banano nativas del sudeste asiático: Musa balbisiana y Musa acuminata.

## Taxonomía y nomenclatura
El plátano Blue Java es un híbrido triploide (ABB)  del plátano con semillas Musa balbisiana y Musa acuminata.
Su nombre aceptado es Musa acuminata × balbisiana (Grupo ABB) 'Blue Java'.
Los sinónimos incluyen:
- Musa acuminata × balbisiana (Grupo ABB) 'Helado'

En Hawái se le conoce como «plátano de helado» y en Fiyi como «plátano hawaiano». También se le llama 'Krie' en Filipinas, 'Kepok Awu' en Indonesia y 'Cenizo' en Centroamérica.

## Descripción
Los árboles de plátano Blue Java pueden crecer hasta una altura de 4,5 a 6 metros (15 a 20 pies). Son tolerantes al frío y resistentes al viento debido a sus fuertes pseudotallos y sistemas de raíces. Las hojas son de color verde plateado.
Los racimos de frutos son pequeños, de entre siete y nueve manos. Los frutos miden de 18 a 23 centímetros (7 a 9 plg) y presentan un color verde plateado característico cuando no están maduros, donde el tono plateado es causado por una capa gruesa de cera. La fruta se vuelve de color amarillo pálido cuando madura, con pulpa blanca cremosa. Florecen alrededor de 15 a 24 meses después de la plantación y se pueden cosechar después de 115 a 150 días. Los plátanos tienen unas protuberancias llamadas «nudillos» debido a su parecido con los nudillos humanos.

## Usos
Los plátanos Blue Java son plátanos populares que se pueden comer frescos o cocidos. Son conocidos por su sabor fragante que tiene un gusto a natillas parecido a la vainilla.
También son populares como plantas ornamentales y de sombra por su inusual coloración azul, gran tamaño y tolerancia a los climas templados.

## Plagas y enfermedades

### Plagas comunes
- Barrenadores
- Saltamontes
- Nematodo formador de nudos en la raíz

### Enfermedades comunes
- Enfermedad de Panamá
- Sigatoka negra